# José Castillo Pérez
José Castillo Pérez (Città del Messico, 2 dicembre 2001) è un calciatore messicano, difensore del Guadalajara.

## Carriera

### Club
Cresciuto nel settore giovanile del Pachuca, debutta in prima squadra il 16 ottobre 2021, in occasione dell'incontro di Liga MX pareggiato per 1-1 contro il Santos Laguna. Realizza la sua prima rete con la squadra e contestualmente in campionato il 22 gennaio 2023, nell'incontro vinto per 4-1 ai danni dello Juárez.

### Nazionale
Nel 2022 con la nazionale messicana Under-20 ha preso parte al Torneo di Tolone.

## Statistiche

### Presenze e reti nei club
Statistiche aggiornate al 1º maggio 2023.
| Stagione        | Squadra         | Campionato      | Campionato | Campionato | Coppe nazionali | Coppe nazionali | Coppe nazionali | Coppe continentali | Coppe continentali | Coppe continentali | Altre coppe | Altre coppe | Altre coppe | Totale | Totale |
| Stagione        | Squadra         | Comp            | Pres       | Reti       | Comp            | Pres            | Reti            | Comp               | Pres               | Reti               | Comp        | Pres        | Reti        | Pres   | Reti   |
| --------------- | --------------- | --------------- | ---------- | ---------- | --------------- | --------------- | --------------- | ------------------ | ------------------ | ------------------ | ----------- | ----------- | ----------- | ------ | ------ |
| 2021-2022       | Pachuca         | LM              | 3          | 0          |                 | -               | -               |                    | -                  | -                  |             | -           | -           | 3      | 0      |
| 2022-2023       | Pachuca         | LM              | 22         | 2          |                 | -               | -               | CCL                | 0                  | 0                  |             | -           | -           | 22     | 2      |
| Totale Pachuca  | Totale Pachuca  | Totale Pachuca  | 25         | 2          |                 | -               | -               |                    | 0                  | 0                  |             | -           | -           | 25     | 2      |
| Totale carriera | Totale carriera | Totale carriera | 25         | 2          |                 | -               | -               |                    | 0                  | 0                  |             | -           | -           | 25     | 2      |